# Dogan Özdincer
Dogan Özdincer (Berlino, ...) è un allenatore di football americano tedesco, che ha allenato sia nei club che in nazionale.

## Palmarès
- 2 Europei (2010, 2014)
- 1 EFAF Cup (Berlin Adler, 2008)
- 1 German Bowl (Berlin Adler, 2004)